# Bahnstrecke Finsterwalde–Luckau
| Streckennummer: | 6592                 |                                |                             |
| Streckenlänge: | 32,9 km              |                                |                             |
| Spurweite: | 1435 mm (Normalspur) |                                |                             |
| |                      |                                |                             |
| \| \| \| von Senftenberg \| \| \| \| \| von Cottbus Hbf \| \| \| \| 0,00 \| Finsterwalde (Niederl) \| 108 m \| \| \| \| nach Halle (Saale) Hbf \| \| \| \| 1,70 \| Finsterwalde Frankenaer Weg \| Finsterwalde Frankenaer Weg \| \| \| \| Ldst \| \| \| \| 5,80 \| Möllendorf (Niederl) \| Möllendorf (Niederl) \| \| \| 7,70 \| Breitenau \| Breitenau \| \| \| \| Anst Tanklager \| \| \| \| 10,27 \| Kleinbahren (Niederl) \| 123 m \| \| \| 16,30 \| Crinitz Töpfermarkt \| Crinitz Töpfermarkt \| \| \| 16,95 \| Crinitz (Niederl) \| 97 m \| \| \| 23,70 \| Beesdau \| Beesdau \| \| \| 27,40 \| Frankendorf \| Frankendorf \| \| \| \| von Beeskow \| \| \| \| 32,90 \| Luckau (heute: Luckau Zentrum) \| 61 m \| \| \| \| nach Falkenberg (Elster) \| \| \| \| \| \| \| \| Quellen: [1][2] \| \| \| \| |                      |                                |                             |
| Strecke (außer Betrieb) |                      | von Senftenberg                | von Senftenberg             |
| Abzweig ehemals geradeaus und von rechts |                      | von Cottbus Hbf                | von Cottbus Hbf             |
| Bahnhof | 0,00                 | Finsterwalde (Niederl)         | 108 m                       |
| Abzweig ehemals geradeaus und nach links |                      | nach Halle (Saale) Hbf         | nach Halle (Saale) Hbf      |
| Haltepunkt / Haltestelle (Strecke außer Betrieb) | 1,70                 | Finsterwalde Frankenaer Weg    | Finsterwalde Frankenaer Weg |
| Dienststation / Betriebs- oder Güterbahnhof (Strecke außer Betrieb) |                      | Ldst                           | Ldst                        |
| Bahnhof (Strecke außer Betrieb) | 5,80                 | Möllendorf (Niederl)           | Möllendorf (Niederl)        |
| Haltepunkt / Haltestelle (Strecke außer Betrieb) | 7,70                 | Breitenau                      | Breitenau                   |
| Abzweig geradeaus und nach rechts (Strecke außer Betrieb) |                      | Anst Tanklager                 | Anst Tanklager              |
| Bahnhof (Strecke außer Betrieb) | 10,27                | Kleinbahren (Niederl)          | 123 m                       |
| Haltepunkt / Haltestelle (Strecke außer Betrieb) | 16,30                | Crinitz Töpfermarkt            | Crinitz Töpfermarkt         |
| Bahnhof (Strecke außer Betrieb) | 16,95                | Crinitz (Niederl)              | 97 m                        |
| Bahnhof (Strecke außer Betrieb) | 23,70                | Beesdau                        | Beesdau                     |
| Bahnhof (Strecke außer Betrieb) | 27,40                | Frankendorf                    | Frankendorf                 |
| Abzweig ehemals geradeaus und von rechts |                      | von Beeskow                    | von Beeskow                 |
| Bahnhof | 32,90                | Luckau (heute: Luckau Zentrum) | 61 m                        |
| Strecke |                      | nach Falkenberg (Elster)       | nach Falkenberg (Elster)    |
| |                      |                                |                             |
| Quellen: |                      |                                |                             |

Die Bahnstrecke Finsterwalde–Luckau war eine Nebenbahn in Brandenburg. Sie zweigte in Finsterwalde von der Bahnstrecke Halle–Cottbus ab und führte in der Niederlausitz über Crinitz nach Luckau, wo sie in die Bahnstrecke Falkenberg–Beeskow einmündete. 
Die Strecke war im nördlichen Teil seit dem Zweiten Weltkrieg stillgelegt, der noch vorhandene Abschnitt Finsterwalde–Crinitz wurde bis 2018 vom Niederlausitzer Museumseisenbahn e. V. museal nachgenutzt.

## Geschichte

Finsterwalder Bahnhof im Jahr 1901

Die beiden Endpunkte der Strecke, Finsterwalde und Luckau, waren bereits in den 1870er Jahren an das Eisenbahnnetz angeschlossen worden. Eine direkte Verbindung war jedoch nur über die weiter westlich verlaufende Berlin-Dresdener Bahn möglich, so dass der Bau einer direkt geführten Verbindung über Crinitz erwogen wurde.
Am 25. Juni 1904 wurde die Genehmigung zum Bau der Strecke als eingleisige Nebenbahn erteilt, sechs Jahre später begannen im April 1910 die ersten Arbeiten in Finsterwalde. Nach rund einjähriger Bauzeit konnte das erste Teilstück bis Crinitz am 9. Mai 1911 fertiggestellt werden. Das Teilstück Crinitz–Luckau folgte am 13. Juli. Nachdem die landespolizeiliche Abnahmefahrt erfolgte, begann am 2. Oktober der fahrplanmäßige Zugbetrieb mit je zwei Zugpaaren pro Tag und Richtung. 1912 wurde ein weiteres Zugpaar hinzugefügt.
In den 1930er Jahren erfolgten verschiedene Baumaßnahmen entlang der Strecke. Zunächst erfolgte in den Jahren 1931/32 die Anhebung der Streckenhöchstgeschwindigkeit von 40 auf 50 km/h, 1934 nochmals bis auf 60 km/h. In den Jahren 1939/40 folgte dann der Bau eines Anschlussgleises vom Bahnhof Kleinbahren zum Flugplatz Gahro.
Am 21. April 1945 wurde die Strecke unterbrochen, nachdem in Finsterwalde die Straßenbrücke unter der Sonnewalder Straße von der Wehrmacht gesprengt wurde. Erst nach drei Jahren wurde der Eisenbahnverkehr zwischen Finsterwalde und Crinitz wieder aufgenommen, eine Wiederinbetriebnahme des restlichen Abschnittes bis Luckau unterblieb. Zwischen Crinitz und Luckau wurde die ungenutzte Trasse später durch den 1972 aufgeschlossenen Tagebau Schlabendorf-Süd in Anspruch genommen.

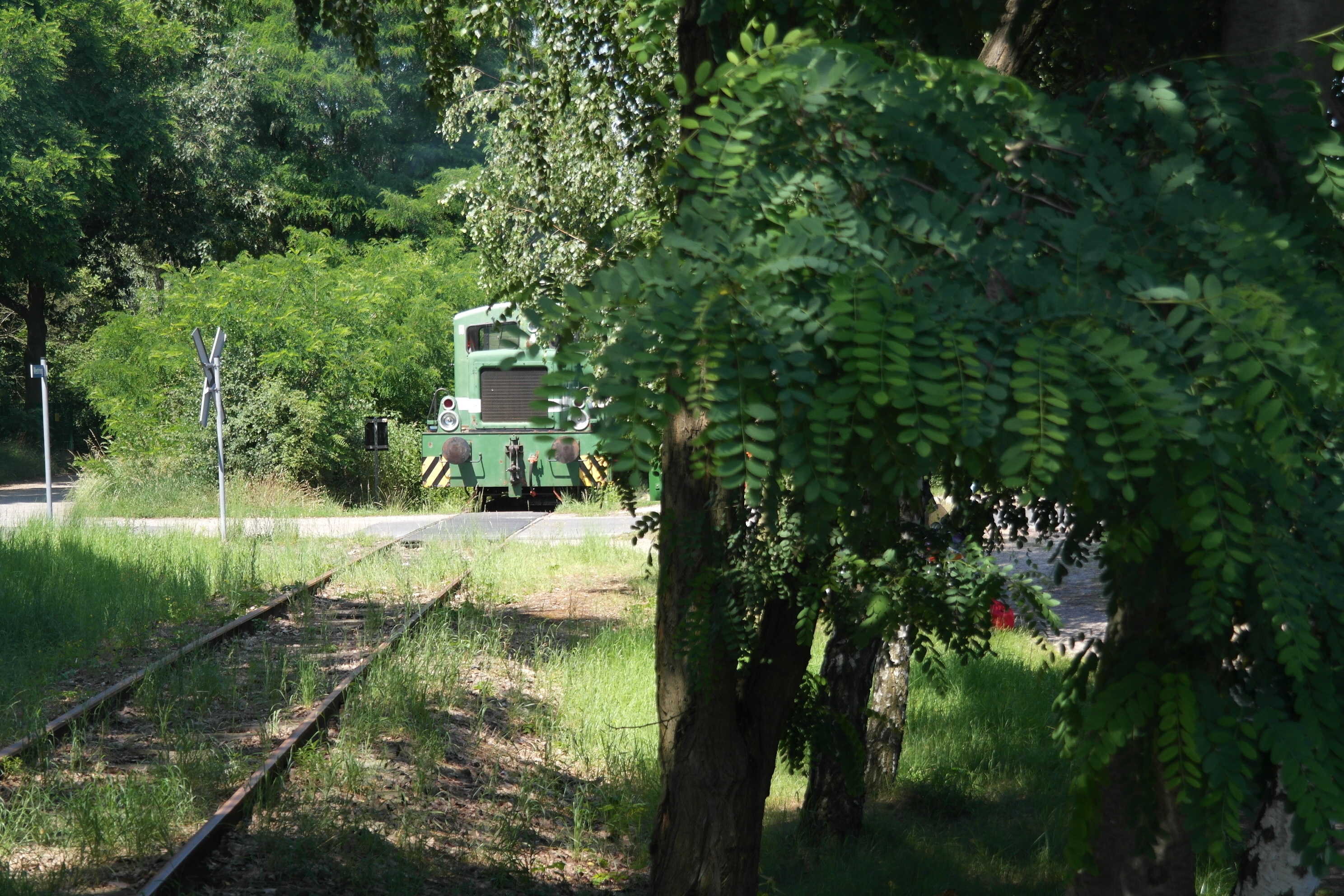
Zug der Niederlausitzer Museumseisenbahn in Finsterwalde, Frankenaer Weg (2013)

1954 erfolgte die Eröffnung des Haltepunkts Breitenau zwischen Möllendorf und Kleinbahren sowie in den Jahren 1955 und 1956 die Einrichtung von Anschlussbahnen zum Betonwerk Pießig sowie zu einem Tanklager der Sowjetarmee bei Kleinbahren.
Die rückläufigen Fahrgastzahlen und die Verlagerung des Verkehrs auf neu geschaffene
Überlandbuslinien waren Anlass, den Personenverkehr zum 25. Mai 1968 einzustellen. Der Güterverkehr konnte sich auf Grund des Tanklagers der sowjetischen/russischen Truppen bis zu deren Abzug im Jahre 1994 halten.
Die am 1. April 1995 gegründete Niederlausitzer Museumseisenbahn bemühte sich in den darauffolgenden Jahren, die Strecke zu übernehmen und einen Museumsbetrieb auf ihr einzurichten. Nachdem bereits in den Jahren bis 2001 eine Grundinstandsetzung der Strecke erfolgte, erhielt der Verein am 5. April 2002 die Rechte als Eisenbahninfrastruktur- und -verkehrsunternehmen, so dass einen Tag später der Betrieb auf der 17 Kilometer langen Strecke zwischen Finsterwalde und Crinitz aufgenommen werden konnte. Die Niederlausitzer Museumseisenbahn führte seitdem bis 2018 an einigen Tagen im Jahr Museumsfahrten durch.
Der Abschnitt zwischen der Hauptbahn in Finsterwalde und dem Frankenaer Weg ist teilweise abgebaut.

## Verlauf

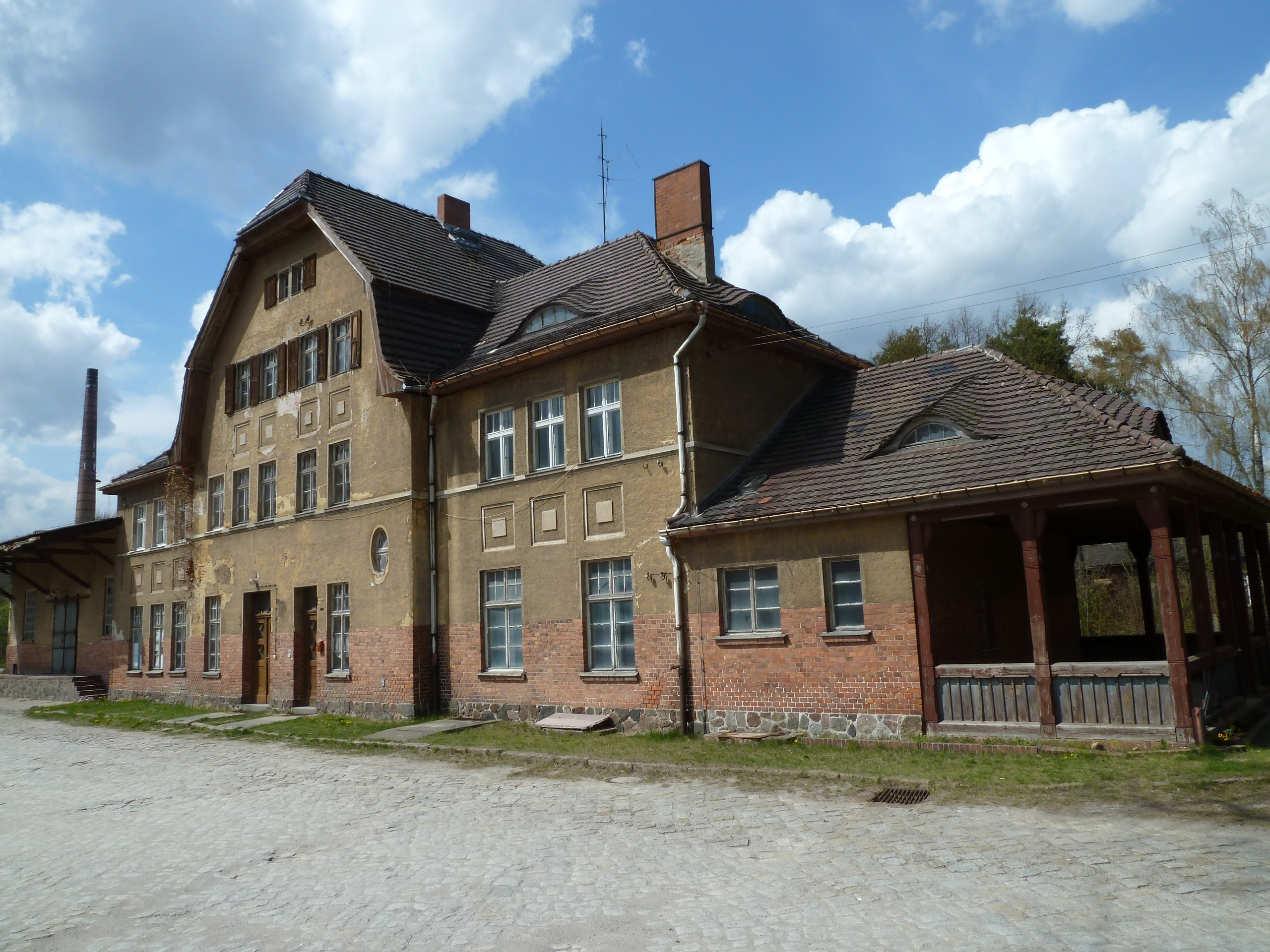
Bahnhof Crinitz (Niederl) (2012)

Die Bahn beginnt im Bahnhof von Finsterwalde an der Bahnstrecke Halle–Cottbus. Nach etwa einem Kilometer, die die Strecke zusammen mit der Hallenser Bahn Richtung Westen verläuft folgt eine Kurve in Richtung Norden zum Haltepunkt Frankenaer Weg. Der Haltepunkt wurde nach Aufnahme des Museumsbetriebs eröffnet und ist der Ausgangspunkt der Museumseisenbahn. Die Bahn führt weiter in Richtung Nordnordost, passiert dabei den Sonnewalder Ortsteil Möllendorf und erreicht nach einer weiteren Kurve Kleinbahren. Kurz hinter Kleinbahren erreicht die Bahn ihren höchsten Punkt mit rund 135 Meter über Normalhöhennull. In einer 90-Grad-Kurve führt sie anschließend nach Nordosten und erreicht den Haltepunkt Crinitz Töpfermarkt sowie 700 Meter weiter den Bahnhof Crinitz. In Crinitz endet der Museumsbetrieb. Die ursprüngliche Strecke führte hinter Crinitz zunächst nach Nordwesten, später nach Norden und passierte nacheinander die Dörfer Beesdau und Frankendorf. Hinter Frankendorf wendet sich die Bahn nach Nordwesten und fädelt vor Luckau in die Niederlausitzer Eisenbahn ein.